# Heteranthera callifolia
Heteranthera callifolia är en vattenhyacintväxtart som beskrevs av Heinrich Gottlieb Ludwig Reichenbach och Carl Sigismund Kunth. Heteranthera callifolia ingår i släktet Heteranthera och familjen vattenhyacintväxter. IUCN kategoriserar arten globalt som livskraftig. Inga underarter finns listade.